# Foil Arms and Hog
Foil Arms and Hog är en irländsk sketchgrupp bestående av Sean 'Foil' Finegan, Conor 'Arms' McKenna och Sean 'Hog' Flanagan. Gruppen uppträder framför allt på scen och online. Trion skriver, filmar och redigerar en ny sketch varje vecka på sitt kontor i Dublin, och släpper den på torsdagar via YouTube, Facebook och Instagram.
Foil Arms and Hog har ingen specifik humorgenre, de jobbar under mottot "funny first, think later" och skriver saker som får dem själva att skratta. De gör sketcher som ofta är analyserande och ibland nyhetsaktuella, och kan innehålla egenskrivna låtar. Populära sketcher som släppts på YouTube inkluderar "When Irish People Can't Speak Irish", "An Englishman Plays Risk", "The Brexit song", "Countries Guess Who they Are", och "How to Speak Dublin". Foil Arms and Hog turnerar också med liveshower, främst i Irland och Storbritannien, men även i Nordamerika, Australien och Europa (inklusive Stockholm och Köpenhamn). Sedan 2009 har de årligen uppträtt på Edinburgh Festival Fringe. Varje år skriver de en timmes nytt material specifikt för liveföreställningarna, som också är "åtminstone 10% improvisation".
Gruppens namn kommer från smeknamn som medlemmarna gav varandra. Foil var "the comedy foil", alltså den som spelar seriös i kontrast till de andra, Arms var "all arms and legs", den klumpiga gestikuleraren, och Hog "hogs the limelight", alltså njöt av rampljuset och improviserade vilt. Dessa strikta roller övergav de dock tidigt och blandar nu karaktärer frikostigt för att ge större variation. 
Gruppen bildades 2008, efter att trion träffades i dramaklubben vid University College Dublin, där de studerade arkitektur, genetik respektive ingenjörskonst. De sammanfördes först via kärleken till TV-programmet Father Ted och ett gemensamt intresse för komedi framför seriösa draman. Deras första sketch var också ett egenskrivet Father Ted-avsnitt, som de framförde under studietiden.